# Liste der Kulturdenkmale in Meußlitz
Die Liste der Kulturdenkmale in Meußlitz umfasst sämtliche Kulturdenkmale der Dresdner Gemarkung Meußlitz.

## Legende
- Bild: Bild des Kulturdenkmals, ggf. zusätzlich mit einem Link zu weiteren Fotos des Kulturdenkmals im Medienarchiv Wikimedia Commons. Wenn man auf das Kamerasymbol klickt, können Fotos zu Kulturdenkmalen aus dieser Liste hochgeladen werden:
- Bezeichnung: Denkmalgeschützte Objekte und ggf. Bauwerksname des Kulturdenkmals
- Lage: Straßenname und Hausnummer oder Flurstücknummer des Kulturdenkmals. Die Grundsortierung der Liste erfolgt nach dieser Adresse. Der Link (Karte) führt zu verschiedenen Kartendiensten mit der Position des Kulturdenkmals. Fehlt dieser Link, wurden die Koordinaten noch nicht eingetragen. Sind diese bekannt, können sie über ein Tool mit einer Kartenansicht einfach nachgetragen werden. In dieser Kartenansicht sind Kulturdenkmale ohne Koordinaten mit einem roten bzw. orangen Marker dargestellt und können durch Verschieben auf die richtige Position in der Karte mit Koordinaten versehen werden. Kulturdenkmale ohne Bild sind an einem blauen bzw. roten Marker erkennbar.
- Datierung: Baubeginn, Fertigstellung, Datum der Erstnennung oder grobe zeitliche Einordnung entsprechend des Eintrags in der sächsischen Denkmaldatenbank
- Beschreibung: Kurzcharakteristik des Kulturdenkmals entsprechend des Eintrags in der sächsischen Denkmaldatenbank, ggf. ergänzt durch die dort nur selten veröffentlichten Erfassungstexte oder zusätzliche Informationen
- ID: Vom Landesamt für Denkmalpflege Sachsen vergebene, das Kulturdenkmal eindeutig identifizierende Objekt-Nummer. Der Link führt zum PDF-Denkmaldokument des Landesamtes für Denkmalpflege Sachsen. Bei ehemaligen Kulturdenkmalen können die Objektnummern unbekannt sein und deshalb fehlen bzw. die Links von aus der Datenbank entfernten Objektnummern ins Leere führen. Ein ggf. vorhandenes Icon  führt zu den Angaben des Kulturdenkmals bei Wikidata.

## Liste der Kulturdenkmale in Meußlitz
| Bild           | Bezeichnung                        | Lage                                 | Datierung | Beschreibung | ID       |
| -------------- | ---------------------------------- | ------------------------------------ | --- | --- | -------- |
|                | Wohnhaus eines ehem. Dreiseithofes | Am Teich 1 (Karte)                   | 2. Hälfte 18./1. Hälfte 19. Jh. (Wohnhaus)                                                                          | | 09218566 |
|                | Wohnhaus in offener Bebauung       | Am Teich 3 (Karte)                   | 1. H. 19. Jh. (Wohnhaus)                                                                                            | | 09218568 |
|                | Wohnhaus in offener Bebauung       | Am Teich 10 (Karte)                  | 1. H. 19. Jh. (Wohnhaus)                                                                                            | | 09218571 |
|                | 91. Grundschule Am Sand            | Bernard-Shaw-Straße 11 (Karte)       | 1900 (Schule) | Schule; Schulgebäude bis 1912 mehrfach erweitert, in den 1980er-Jahren durch Turnhalle ergänzt | 09213210 |
|                | Einfamilienhaus mit Einfriedung    | Damaschkestraße 1 (Karte)            | 1932–1933 (Einfamilienwohnhaus)                                                                                     | im Bauhausstil errichtet, aus drei unterschiedlichen Kuben mit Flachdächern, der Hauptkubus vor allem von stiltypischen Fensterbändern belebt, baugeschichtlich bedeutend | 09213205 |
|                | Villa                              | Fanny-Lewald-Straße 31 (Karte)       | um 1885 (Villa) | bemerkenswerter neogotischer Bau des ausgehenden 19. Jahrhunderts, von Turmanbauten, Zinnenbekrönungen und Spitzbogenöffnungen belebt, gestalterisch auffällig, baugeschichtlich und künstlerisch bedeutend | 09213204 |
|                | Mietvilla                          | Johannes-Brahms-Straße 50 (Karte)    | 2. H. 19. Jh. (Mietvilla)                                                                                           | | 09213207 |
|                | Stephanuskirche                    | Meußlitzer Straße 113 (Karte)        | 1872 (als Schule erbaut)                                                                                            | Kirche; langgestreckte saalartige Kirche mit verbreitertem Chorbereich und Sattel- sowie Walmdach, der nördliche Eingang mit aufwendigem Portal, Gebäude 1872 als Schule erbaut und 1901 zum Kirchenbau umfunktioniert, Beispiel Kirchenbaukunst um 1900, baugeschichtlich bedeutend. Entstand aus der Turnhalle der örtlichen Schule, seit 1899 im Besitz der Gemeinde, Namensweihe 1947, Holzkreuz von Hermann Glöckner, Buntglasfenster von Helmar Helas, Jehmlich-Orgel. | 09213208 |
| Weitere Bilder | Stephanusfriedhof                  | Meußlitzer Straße 113 (Karte)        | um 1900 (Grabmal), 1897 (Glocke), um 1765 (Toreinfahrt), um 1920 (Kriegerdenkmal 1. Weltkrieg), 1944/1945 (VdN/OdF) | Kriegerdenkmal, Gedenkstätte für Zwangsarbeiter, denkmalwerte Grabmäler, drei Glocken und Toranlage auf dem Stephanusfriedhof; Denkmal und Grabmale künstlerisch, ortsgeschichtlich und personengeschichtlich bedeutend, Torgitter von besonderer künstlerischer Bedeutung (wird beispielhaft in Literatur aufgeführt). | 09216820 |
|                | Mietshaus in offener Bebauung      | Meußlitzer Straße 120 (Karte)        | 1896 (Mietshaus) | | 09213209 |
|                | Mietvilla mit Einfriedung          | Seidelbaststraße 4 (Karte)           | um 1895 (Mietvilla)                                                                                                 | | 09213211 |
| Weitere Bilder | Meußlitzer Volkspark               | Struppener Straße (Karte)            | 2. Viertel 19. Jh. (Volkspark); 1934 (Kriegerdenkmal)                                                               | Park mit Sandsteinmauer und Kriegerdenkmal; Parkanlage mit Kriegerdenkmal von Otto Schubert und Zwangsarbeitergedenkstätte (siehe auch Struppener Straße 21a). | 09218572 |
|                | Ehem. Gärtnerhaus                  | Struppener Straße 19c/d; 21a (Karte) | 1. H. 19. Jh. (Wohnhaus)                                                                                            | Gärtnerhaus, umgebaut zum Wohnhaus, und Sandsteinmauer | 09218574 |

## Ehemalige Kulturdenkmale
| Bild | Bezeichnung | Lage                              | Datierung | Beschreibung | ID |
| ---- | ----------- | --------------------------------- | --------- | ------------ | -- |
|      | Mietvilla   | Johannes-Brahms-Straße 8 (Karte)  |           |              |    |
|      | Wohnhaus    | Johannes-Brahms-Straße 51 (Karte) |           |              |    |